# Вітряна печера
Національний парк «Вітряна печера» (англ. Wind Cave National Park) — національний парк США на основі печери, розташований у 16 км на північ від міста Хот Спрінгз у західній Південній Дакоті. Заснований 1903 р. президентом США Теодором Рузвельтом, він став сьомим американським національним парком і першою печерою у світі, яка була оголошена національним парком. Печера відома своїми кальцитовими формаціями, відомими як «комірчані структури» (англ. boxwork). Приблизно 95 % комірчаних структур, виявлених у світі, знайдені у Вітряній печері. Печера також відома своїми морозними структурами (англ. frostwork). Печера також вважається тривимірною печерою-лабіринтом, і визнана найбільш щільною (найбільша кількість проходів на куб. км) печерною системою в світі. Зараз печера є шостою в світі за довжиною у світі і має 226 км розвіданих печерних проходів. Над землею, парк включає в себе найбільшу вцілілу природну різнотравну прерію в США.

## Ранні знання про печеру
Лакота, шайєнни, і інші племена корінних американців, які подорожували через цей район, знали про існування печери, як і ранні євро-американські поселенці, але до цього часу не знайдено доказів, що хтось з них у печеру входив.
Лакота (Сіу), корінний народ, який живе у регіоні Блек-Гіллс Південної Дакоти, розказували про діру, з якої дуне повітря, місце, яке вони вважають священним, як місце, де вони вперше з'явилися з підземного світу, де вони жили до того, як деміург створив світ.
Перше документоване відкриття печери білими американцями відбулось у 1881 році, коли брати Том і Джессі Бінгем почули звук, як вітер виходив з отвору 25х35 см в землі. За оповіддю, коли Том заглянув у отвір, «вітер» (повітря, яке виходило з печери) здув капелюх з його голови.

## Походження назви печери
Печери, знайдені в парку, як кажуть «дихають», тобто повітря постійно рухається в або з печери, вирівнюючи атмосферний тиск між печерою і зовнішнім повітрям. Коли тиск повітря вище за межами печери, повітря тече в печеру, піднімаючи її тиск до тиску ззовні. Коли тиск повітря вищий всередині печери, повітря виходить з неї, знижуючи тиск повітря в печері. Велика печера (така, як Вітряна) з усього кількома невеликими отворами буде «дихати» більш очевидно, ніж невелика печера з великою кількістю великих отворів.
Швидкі зміни погоди, які супроводжуються швидкими змінами атмосферного тиску, є характеристикою  погоди в західній частині Південної Дакоти. Якщо швидкий шторм наближався тоді, коли брати Бінгем знайшли печеру, атмосферний тиск мав швидко падати, і повітря з печери з більш високим тиском мало швидко видуватись з усіх доступних отворів, створюючи «вітер», від якого печера отримала назву.

## Рання розвідка і тури
У 1881—1889 рр. мало хто наважився далеко зайти у Вітряну печеру. У 1889 році «South Dakota Mining Company»  найняла Джессі Д. Макдональда, щоб наглядати за їх «гірничим відводом» на ділянці з печерою. Ймовірно ця компанія сподівалася знайти цінні мінерали, або вона з самого початку мала на увазі комерційний розвиток печери.
Поклади цінних мінералів знайдені не були, і сім'я Макдональдів почала розвивати печеру для туризму. Джессі спочатку найняв свого сина Елвіна, а потім й його брата Елмера для дослідження та розвитку печери. Елвін закохався в печеру і вів печерний щоденник. Між 1890 і 1903 роками працювали та допомагали досліджувати Вітряну печеру також Кеті Стаблер, та інших членів родини Елмера Макдональда — дружину Емму, дочку Інес і сина Томмі.
У лютому 1892 р. печера була відкрита для відвідувачів, стандартна вартість туру була $1.00,, що було значною сумою грошей в той час. Туристи, у супроводженні гіда, досліджували печери при свічках. Ці перші тури були фізично вимогливі і іноді потребували повзання вузькими проходами.

## Ресурси на поверхні
Національний парк «Вітряна печера» захищає різноманітну екосистему рослин і тварин. Тварини парку включають ракунів, вапіті, бізонів, койотів, скунсів, борсуків, горностаїв, черноногих тхорів, пум, рисей, лисиць, норок, вилорогів і лучних собачок. Стадо бізонів Вітряної печери є одним з усього лише генетично чистих стад вільного вигулу на державних землях в Північній Америці. Інші три такі стада -  Йеллоустоунське стадо бізонів, стадо бізонів гір Генрі в Юті і стало на Лосиному острові в Альберті, Канада. На поточний час стадо бізонів Вітряної печери не має бруцельозу.
Через парк прокладено кілька доріг і до 50 км пішохідних маршрутів, тому майже весь парк є доступним для відвідування, число яких у 2015 році склало 617 377 осіб. Понад 109 000 чоловік відвідали саму печеру в 2015 році, що є найбільшою кількістю з 1968 року, коли тури в печери були обмежені до 40 осіб у кожному.
Туристичний центр Вітряної печери має три експозиційні зали про геологію печери та її ранню історію, дику природу парку і його природну історію, і роботу «Громадського корпусу збереження навколишнього середовища» в парку.
Кемпінг Елк Маутен розташований в сосновому лісі у 2 км від туристичного центру і він відкритий увесь рік. 

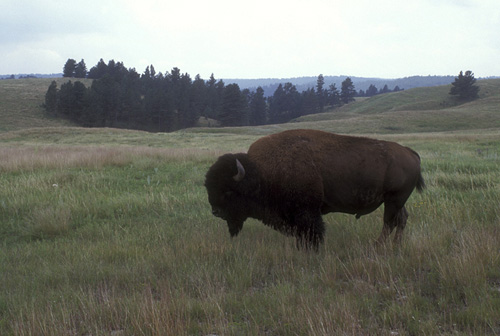
Бізон у парку
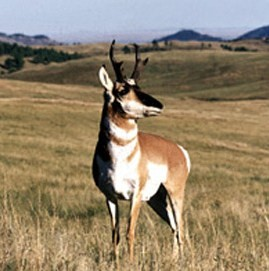
Вилоріг
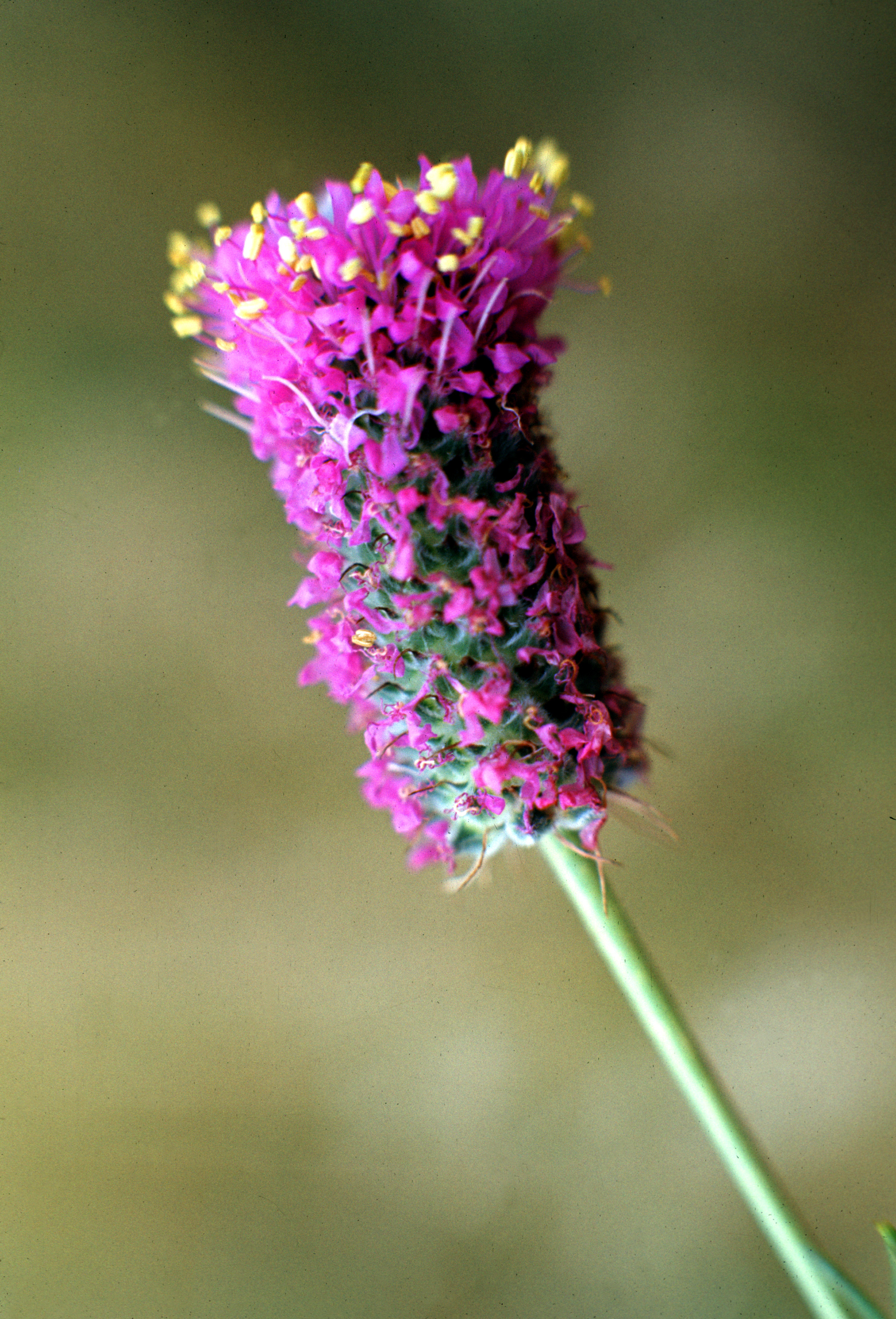
Dalea purpurea

## Геологія

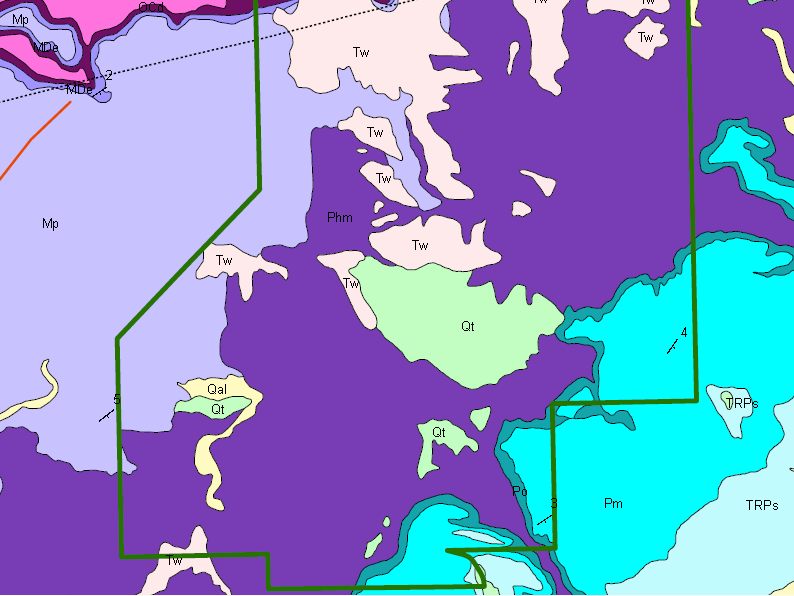
Зеленою лінією позначена південна частина Національного парку «Вітряна печера». Ця геологічна карта показує, де видимі відслонення вапняку Міссісіпієвої Пахасапа чи Медісон (Mp) і формації Пенсильванієвої Міннелуза, Phm, відслонень.

Три рівня системи Вітряної печери у верхніх 76 метрах вапняку Міссісіпієвої Пахасапа (Медісон) . Відкладені у внутрішньому морі, кремнієві, гіпсові і ангідритові лінзи у вапняку свідчать про високі періоди випаровування. Коли рівень моря впав в кінці Міссісіпія, розчинення вапняку утворило Каласкіанський палеокарстовий ландшафт, у тому числі з тріщинами розчинення, карстовими вирвами і печерами. Таким чином, існує незгідне залягання гірських порід між цим вапняком і розташованою згори формації Пенсильванієвої Міннелузи. Ці червоні піски і глини заповнили порожнини, а незаповнені порожнини були покриті ікло лонжерона. Потім відбувалось осадження пермських Опече сланців, пермських Міннекахта вапняків, тріасових Спірфіш формацій та Вайт-Рівер-групи третинного періоду. Ерозія Палеоцену і Еоцену усунула ці поверхневі відкладення в районі печер аж до рівня Міннелуза. Геологічний підйом, що почався під час Ларамійського орогенезу, знизив рівень ґрунтових вод, осушив систему печер і збільшив її. Сьогодні рівень ґрунтових вод розташований на рівні 150 метрів нижче поверхні, що відповідає падінню на 0,4 м кожну 1000 років.
«Комірчані структури» вперше  були виявлені у Вітряній печері. Ці кальцитові перетинки ласти колись були заповненням тріщин гіпсом і ангидритом. Кальцитово-гіпсові псевдоморфози є поширеними. Сульфатна кислота, яка виділилась, послабила основну породу і дозволила їй вивітрюватися швидше, ніж кальцит. Отримані пересічні перетинки утворюють відкриті камери і виступають з навколишніх порід на відстань від 0,6 до 1,2 м. На нижніх рівнях печери «комірчані структури» змішані з «морозними структурами» і «печерним попкорном». Геліктитові кущі також були вперше виявлені у Вітряній печері. Місячне молоко зустрічається на багатьох поверхнях, а кальцитові плоти розташовані на нижніх рівнях печерної системи.:18,20-21

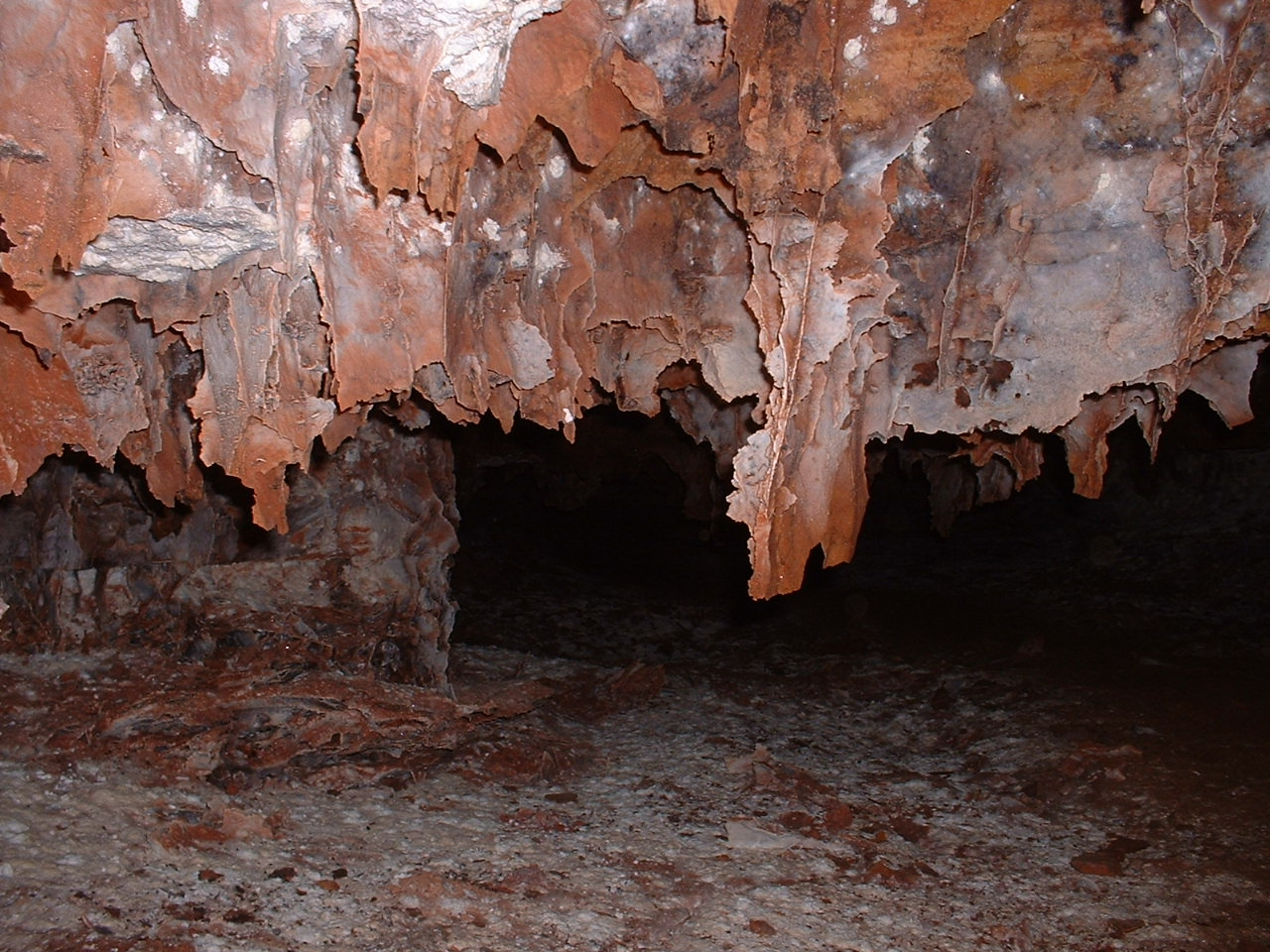
Комірчані структури
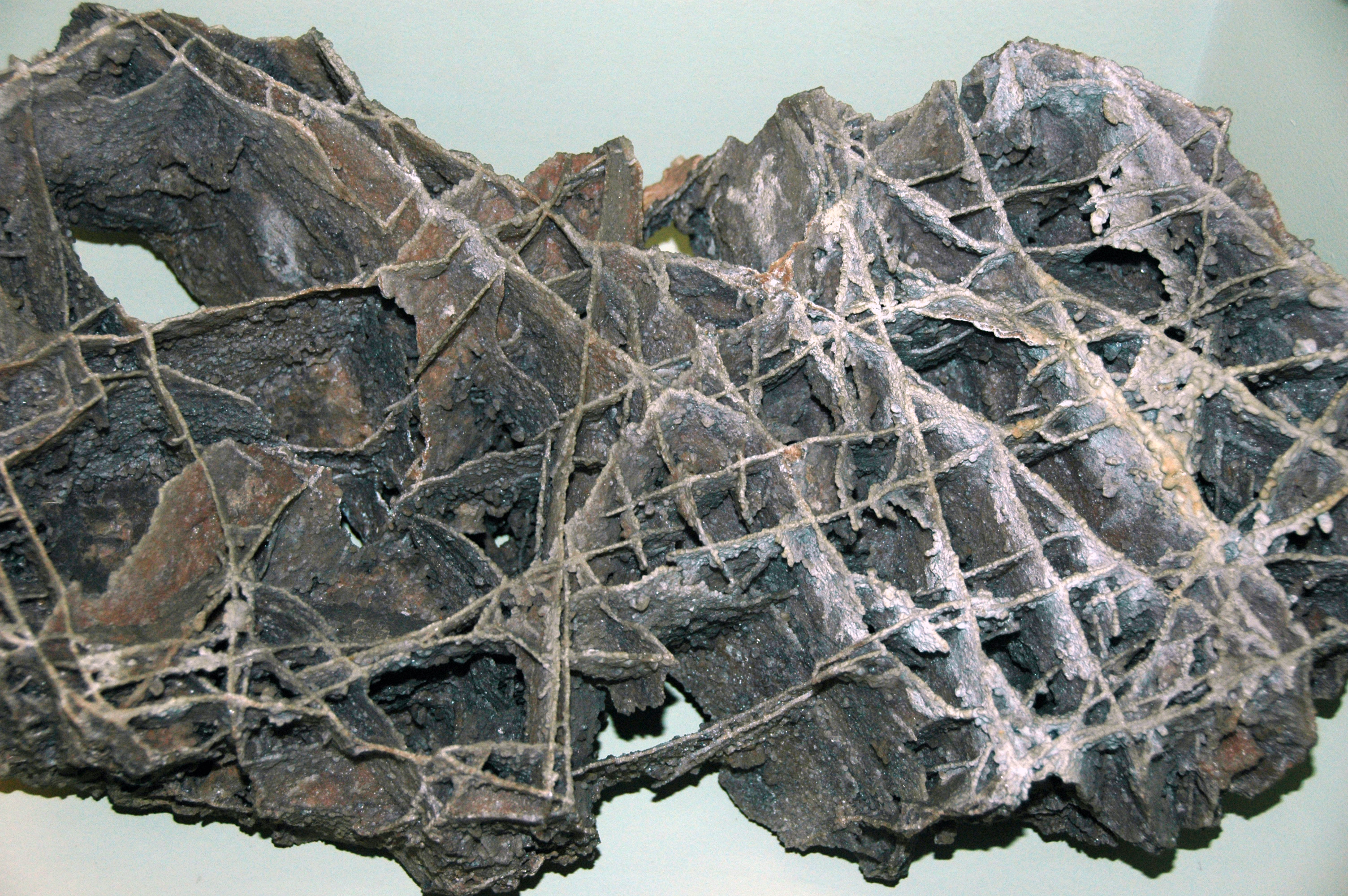
Кальцитові комірчані структури Вітряної печери. Ці структури є результатом діфференцюючого розчинення вапняку з сильними тріщинами і прожилками при формуванні печери.
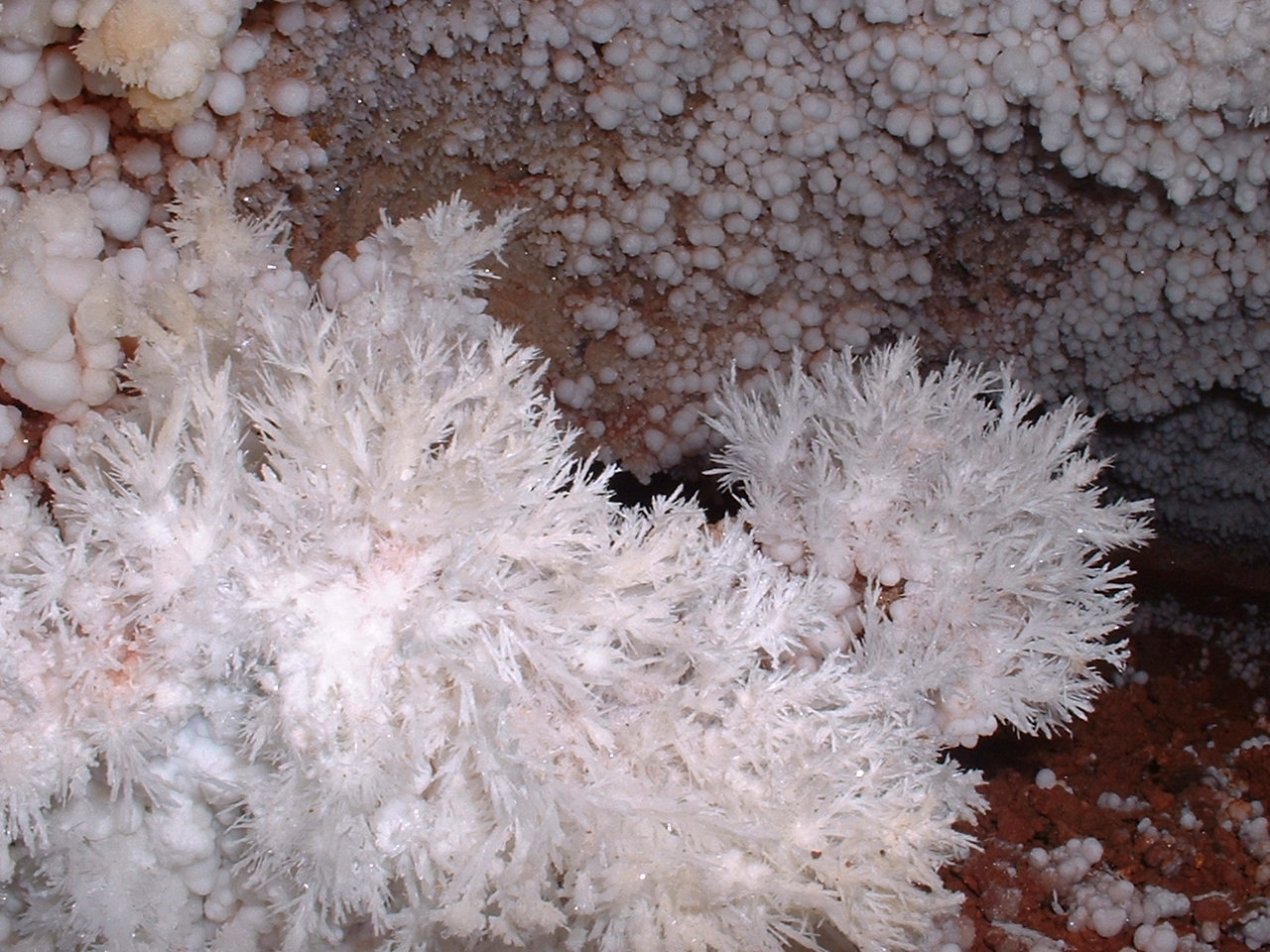
Морозні структури та печерний попкорн